# Федосеевка (Омская область)
Федосе́евка — деревня в Тюкалинском районе Омской области. Входит в состав Красноусовского сельского поселения.

## История
Основана в 1897 году. В 1928 году деревня состояла из 71 хозяйства, основное население — русские. В административном отношении находилась в составе Верх-Тюкальского сельсовета Тюкалинского района Омского округа Сибирского края.

## Население
| 1926 | 2010 |
| ---- | ---- |
| 415  | ↘46  |

## Улицы
В деревне имеется одна улица — Седова.